# Suiones

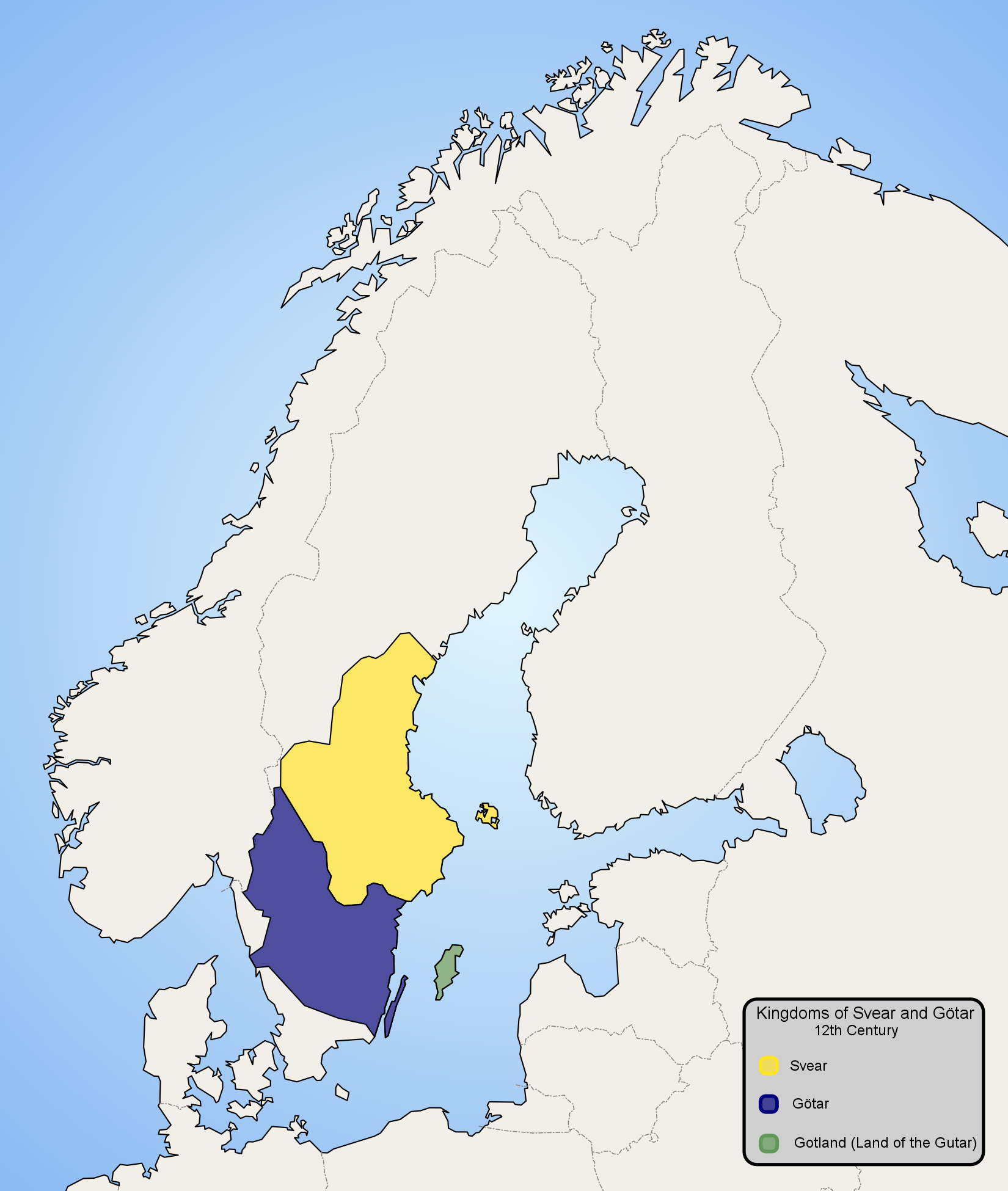
La Suède au XIIe siècle avant l'incorporation de la Finlande au XIIIe siècle.
Suédois (Suiones)
Geats
Guts

Les Suédois, Suiones, Sueones, Sweonas, Sve(t)hans, Suet(h)ans, Svedans, Suedans, Svíar, Svear étaient un ancien peuple germanique établi en Scandinavie. Leur pays évolua vers la nation moderne de Suède au fur et à mesure de la mouvance grandissante de leurs rois.
Selon les premières sources scandinaves, telles que les sagas royales, et plus particulièrement l'Heimskringla, les Suiones étaient un peuple puissant dont les rois se prétendaient être des descendants du dieu Freyr. Durant l' Âge des Vikings ils constituèrent la base de ceux que l'on nommait les Varègues, les Vikings qui naviguèrent vers l'est (voir Rus). 
Leur position avantageuse à l'intérieur du royaume de Suède fut abolie au milieu du XIIIe siècle. Jusque-là, les Suiones avait eu un statut de semi-aristocratie qui les obligeait uniquement à fournir au roi de Suède des navires, des guerriers et leur provisions en cas de guerre, alors que les autres nations à l'intérieur du royaume telles que les Geats et les Guts étaient tributaires, et devaient payer régulièrement des taxes.

## L'attribution du nom
Au fur et à mesure que les dominions des rois suédois se développaient, le nom de la tribu a pu être appliqué plus généralement au Moyen Âge pour inclure également les Goths de Scandinavie. En 1384 le Royaume de Suède est constitué de 4 provinces historiques, le Svealand, n'incluant cette fois-ci plus les Goths qui sont dans la province du Götaland.
Dans les langues scandinaves modernes, l'adjectif svensk et son pluriel svenskar/svensker ont remplacé le nom svear et sont, aujourd'hui, utilisé pour désigner tous les citoyens de Suède. La distinction entre les Suédois de l'époque (svear) et les Suédois actuels (svenskar) semble avoir été en vigueur au début du XXe siècle quand la Nordisk familjebok remarqua que svenskar avait remplacé svear pour désigner le peuple suédois. Bien que cette distinction soit d'usage en norvégien, danois et suédois, ce n'est pas le cas en islandais qui utilise toujours le mot Svíar.

## Étymologie
La forme Suiones apparaît dans La Germanie  de l'auteur romain Tacite. Une forme similaire, *Sweon(as), se trouve en vieil anglais et dans l'œuvre d'Adam de Brême, à propos des archevêques de Hambourg-Brême qui sont dénommés Sueones.
Selon une théorie (Schagerström 1931), le nom est dérivé du proto-germanique *saiwi- signifiant « lac » ou « mer » induit de *siwíoniz et par conséquent de *swi-oniz signifiant le « peuple de la mer ». Cependant, cette source n'est pas connue pour avoir produit d'autres mots dérivés, et est considérée comme peu probable.
La plupart des spécialistes s'accordent à dire que Suiones et les formes germaniques attestées du nom dérivent de la même racine pronominale réflexe proto-indo-européenne, *s(w)e, que le latin suus. Le mot doit avoir signifié « ses propres (hommes de la tribu) ». Dans les langues scandinaves modernes, la même racine apparaît dans des mots tels que svåger (beau-frère) et svägerska (belle-sœur). La même racine et signification originale se trouve dans l'ethnonyme de la tribu germanique des Suebi, conservé jusqu'à ce jour sous le nom de Schwaben (Souabe).

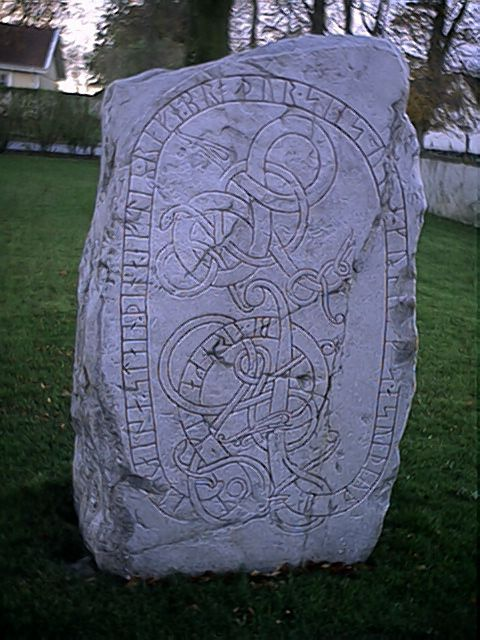
La pierre runique DR 344 est l'une des plus anciennes traces restantes portant le nom Svíþjóð, en Scandinavie (uniquement la pierre runique DR 216, Beowulf et la référence dans l´Histoire des Goths sont plus vieilles).

Les détails du développement phonétique varient entre différentes hypothèses : Noréen (1920) a proposé que Suiones soit le rendu latin du proto-germanique *Swihoniz, dérivé de la racine indo-européenne *swih- "la sienne".
La forme *Swihoniz serait devenue Swaíhans dans le gothique de Wulfila, qui plus tard aurait donné Suehans que Jordanès mentionna pour désigner les Suédois dans l´Histoire des Goths. D'après Erik Gustaf Geijer, Sue(t)hans était le nom qui désignait les Suédois en vieux-gotique. Par la suite, la forme du proto-norrois aurait été *Swehaniz qui suivant les changements de tonalités en vieux norrois résulta en vieux norrois occidental Svíar et en vieux norrois oriental Swear. Actuellement, cependant, la racine de "sien" est reconstruite en tant que *s(w)e plutôt que *swih, et c'est la racine identifiée pour Suiones, par ex. dans l'Indogermanisches etymologisches Wörterbuch de 1959 de Julius Pokorny et dans The Nordic languages: an international handbook of the history of the North Germanic languages édité par Oskar Bandle en 2002. *Swe est aussi la forme citée par V. Friesen (1915), qui considère la forme Sviones comme étant à l'origine un adjectif proto-germanique *Sweoniz, signifiant "parenté". Alors la forme gothique aurait été *Swians et le h dans Suehans une épenthèse. La forme proto-norse aurait alors aussi été *Sweoniz, ce qui aurait également abouti aux formes historiquement attestées.
Les spécialistes se rejoignent sur le fait que les Suiones est le même nom que le vieux norrois svíar et que l'anglo-saxon Sweon(as). Même si le n a disparu dans le nom au pluriel svear/svíar, il est encore préservé dans le vieil adjectif qui est devenu le nom désignant les Suédois modernes: svensk.
Le nom devint une partie composée, qui en vieux norrois occidental était Svíþjóð, (le peuple Suione), en vieux norrois oriental Sweþiuð et en anglo-saxon Sweoðeod. Ce mot apparaît sur les pierres runiques en locatif i suiþiuþu (Pierre runique Sö Fv1948;289, Aspa Löt, Södermanland), a suiþiuþu (Pierre runique DR 344, Simris, Scanie) et o suoþiauþu (Pierre runique DR 216, Tirsted, Lolland). Les sources danoises  du XIIIe siècle, Scriptores rerum danicarum mentionnent un lieu appelé litlæ swethiuthæ, qui est probablement l'île Sverige (Suède) près de Stockholm. La plus vieille mention, cependant, elle apparaît sous le nom de Suetidi dans Getica au XIe siècle.
La seule nation germanique ayant une appellation similaire était les Goths qui du nom  *Gutans (cf. Suehans) inventèrent la forme gut-þiuda.
Le nom Swethiuth et ses différentes formes ont donné naissance aux différents noms latins pour la Suède, Suethia, Suetia et Suecia.
Un deuxième composé était Svíariki, ou Sweorice en anglo-saxon, qui signifie « le royaume des Suiones ». Ceci est toujours le nom formel pour les Suédois dans leur langue actuelle, Svea rike et l'origine de son nom courant Sverige avec le "k" dans la vieille forme "Sverike" changé en un "g" à travers l'influence danoise[réf. nécessaire].

## Localisation

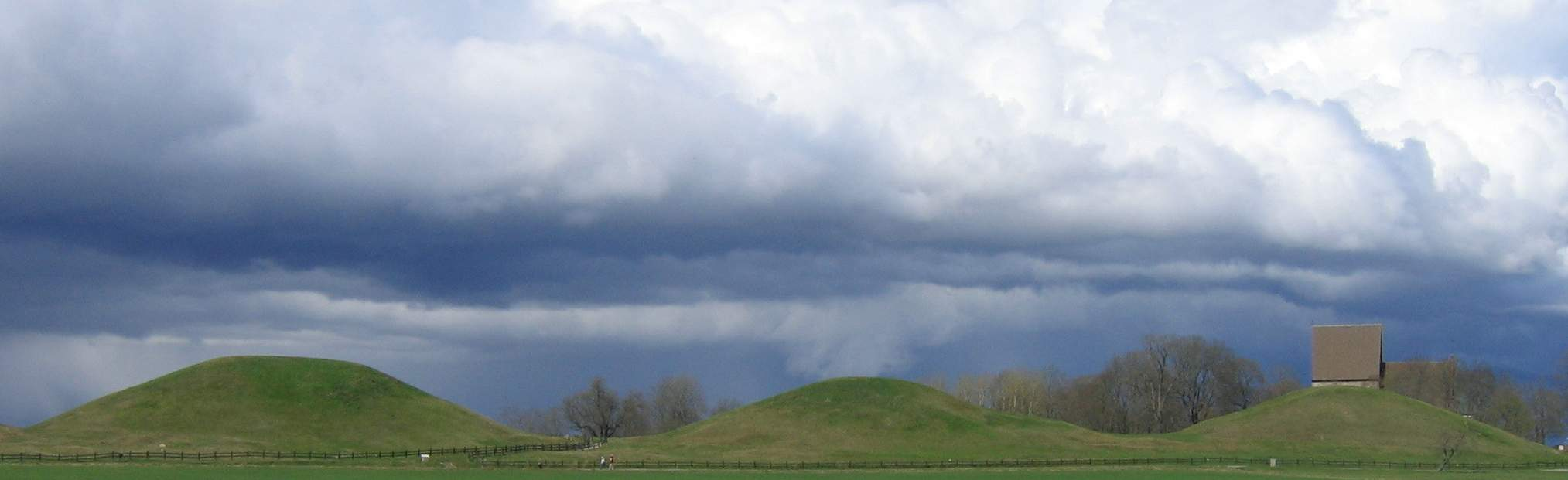
Gamla Uppsala était le centre religieux et politique.

Originellement établi à l'est du Svealand, ainsi que dans les traditionnelles Folklandes de Attundaland, Tiundaland, Fjärdhundraland et Roslagen situées dans les environs des villes actuelles d'Uppsala et de Stockholm et la province moderne de Gästrikland. Leur territoire inclut aussi très rapidement les provinces de Västmanland, Södermanland et Närke dans le bassin du Mälaren qui formait une baie avec une multitude d'îles. Cette région est toujours l'une des plus fertiles et des plus densément peuplées de Scandinavie.
Leurs territoires étaient appelés 'Svealand (d'Ohthere à Hålogaland: Swéoland), Suithiod (Beowulf: Sweoðeod), Svíaveldi ou Svearike (Beowulf: Swéorice), et la période non précisée où ils subjuguèrent les Geats dans le Götaland, entre le VIe siècle et le XIe siècle est de nos jours souvent vue comme la naissance du Royaume de Suède bien que le royaume suédois se réfère à eux-mêmes, Sverige en Suédois, provenant de Svea rike - qui signifie le royaume des Suiones. Le mot anglais Sweden est dérivé d'un vieux nom pour les Suédois et le pays des Suiones : Sweoðeod (le peuple des Suiones).
L'Ásatrú et le centre du culte d'Aesir à Gamla Uppsala était le centre religieux des Suédois et c'était également le lieu où le roi officiait en tant que prêtre lors des sacrifices (blóts). Uppsala était aussi le centre d'Uppsala öd, le réseau des domaines royaux qui financèrent le roi suédois et sa cour jusqu'au XIIIe siècle.
Quelques conflits sur les domaines originels des Suiones se passèrent réellement à Uppsala, le cœur du Uppland, où le terme utilisé communément pour tous les peuples à l'intérieur du Svealand, de la même manière que pour les différentes provinces de l'ancienne Norvège se référèrent collectivement au Nortmanni.

## Mentions historiques
Tacite a écrit en 98 après J.-C. dans La Germanie 44, 45 que les Suiones étaient une tribu puissante (distinguée non seulement pour leurs armes et leurs hommes, mais pour leurs flottes puissantes avec des navires qui avaient une proue aux deux extrémités). Il mentionne en outre que les Suiones étaient très impressionnés par la richesse et que celle du roi était donc absolue. De plus, les Suiones ne portaient normalement pas d'armes et les armes étaient gardées par un esclave.
Mentionnés par Jordanès au VIe siècle, les Suehans possédaient d'excellents chevaux et vendaient aux Romains des peaux de martres, très recherchées dans le monde méditerranéen pour la belle couleur noire de leurs fourrures.
« Là demeurent aussi les Sue(t)hans, qui se servent, comme les Thuringiens, d'excellents chevaux. Ce sont eux qui, par le moyen du commerce, font passer aux Romains, à travers des nations innombrables, les peaux de martres dont ceux-ci font usage. La belle couleur noire de leurs fourrures les a rendus fameux. Mais ils vivent pauvrement, tandis qu'ils sont vêtus avec la plus grande richesse. »
— Jordanès, Histoire des Goths.
 Au IXe siècle, Rimbert mentionne deux rois des Svear qui règnent sur la région du lac Mälar : Éric (vers 800) et Björn (vers 850). Son récit confirme que le pouvoir des rois reste limité.
« Il est d'usage chez eux que toute affaire publique soit résolue par la volonté unanime du peuple plutôt que par le pouvoir du roi. »